# Fliegende Fische
Fliegende Fische (Exocoetidae) sind Knochenfische aus der Ordnung der Hornhechtartigen, die mit ihren flügelähnlichen Flossen gleichermaßen gut für das Gleiten durch Wasser und Luft angepasst sind. Fliegende Fische kommen in tropischen und subtropischen Regionen von Atlantik, Indopazifik und im Mittelmeer vor.

## Merkmale des Fluges
Anders als etwa die südamerikanischen Beilbauchsalmler können fliegende Fische nicht mit den Brustflossen schlagen, um ähnlich wie Vögel aktiv zu fliegen (vgl. Schlagflug). Sie katapultieren sich mit einem Sprung aus dem Wasser und segeln kurze Strecken im Gleitflug über die Wasseroberfläche. Die weitesten Flugstrecken erreichen die Fische, wenn sie sehr nahe über und parallel zur Wasseroberfläche durch die Luft gleiten: In einer Höhe von 1,5 Meter gleitend können die Fische über 30 Sekunden lang in der Luft verweilen und dabei Distanzen von bis zu 400 Metern zurücklegen. Bei Flügen bis ca. 0,5 m über der Wasseroberfläche profitieren Exocoetidae vom Bodeneffekt, der analog zu Gleitflugzeugen die Gleitzahl des Fischkörpers vergrößert. Die durch die Aerodynamik begründeten Flugleistungen sind vergleichbar mit denen von Vögeln. Gelegentlich erreichen sie bei ihren Gleitflügen Geschwindigkeiten von bis zu 70 km/h und Flughöhen von bis zu fünf Metern, so dass sie manchmal in niedrige Boote geraten.
Das Gleiten durch die Luft wird im Allgemeinen als Fluchtverhalten vor Fressfeinden im Wasser gedeutet.

## Anatomie
Fliegende Fische haben außergewöhnlich große, hoch am Körper angesetzte Brustflossen. Bei der Unterfamilie Cypselurinae sind auch die Bauchflossen flügelartig vergrößert, so dass vier Flügel für den Gleitflug zur Verfügung stehen. Der Schultergürtel und die Brustmuskulatur sind sehr kräftig. Die Schwanzflosse ist tief gespalten, der Unterlappen länger als der obere. Ober- und Unterkiefer sind bei den fliegenden Fischen, im Gegensatz zu den meisten anderen Hornhechtartigen, gleich lang, das Maul ist endständig und nicht vorstreckbar. Lediglich die Jungfische einiger Arten haben verlängerte Unterkiefer. Der Körper ähnelt dem der Heringsartigen und ist von großen, leicht abfallenden Schuppen bedeckt. Die relativ große Nasenöffnung liegt dicht vor den Augen. Die Schwimmblase ist ungekammert und ebenfalls groß.
Fliegende Fische bleiben im Durchschnitt kleiner als 30 Zentimeter, die größte Unterart Cheilopogon pinnatibarbatus californicus erreicht eine Länge von 45 Zentimetern.

## Laichplätze
Die fliegenden Fische kleben ihre teilweise mit Haftfäden versehenen Eier (bei Exocoetus nicht) an schwimmende Objekte, wie Treibholz, Sargassum oder schwimmenden Bimsstein. An der Koromandelküste locken Fischer fliegende Fische an, indem sie Strohbündel als Laichplatz ins Wasser hängen.

## Innere Systematik
Es gibt vier Unterfamilien, sieben Gattungen und etwa 75 Arten. Die ursprünglich als basaler fliegender Fisch betrachtete Gattung Oxyporhamphus wird heute bei den Hemiramphidae eingeordnet. Nach einer phylogenetischen Studie steht Oxyporhamphus innerhalb der Halbschnäblergattung Hemiramphus.

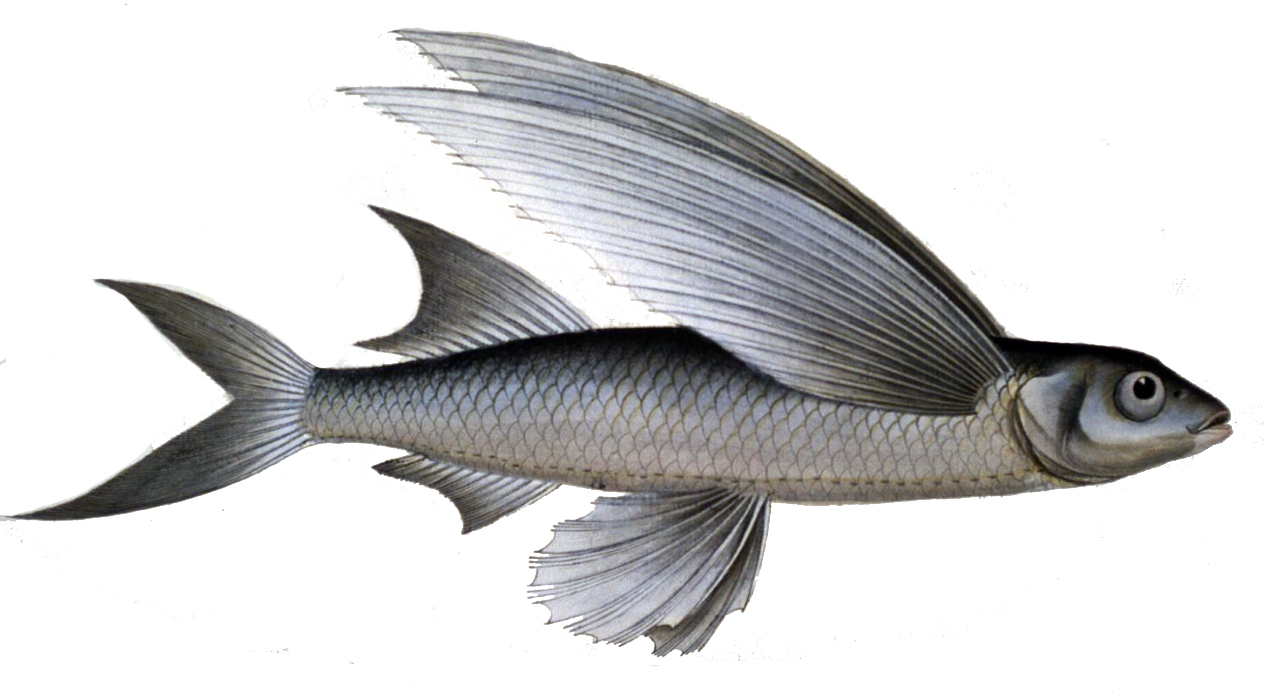
Parexocoetus hillianus

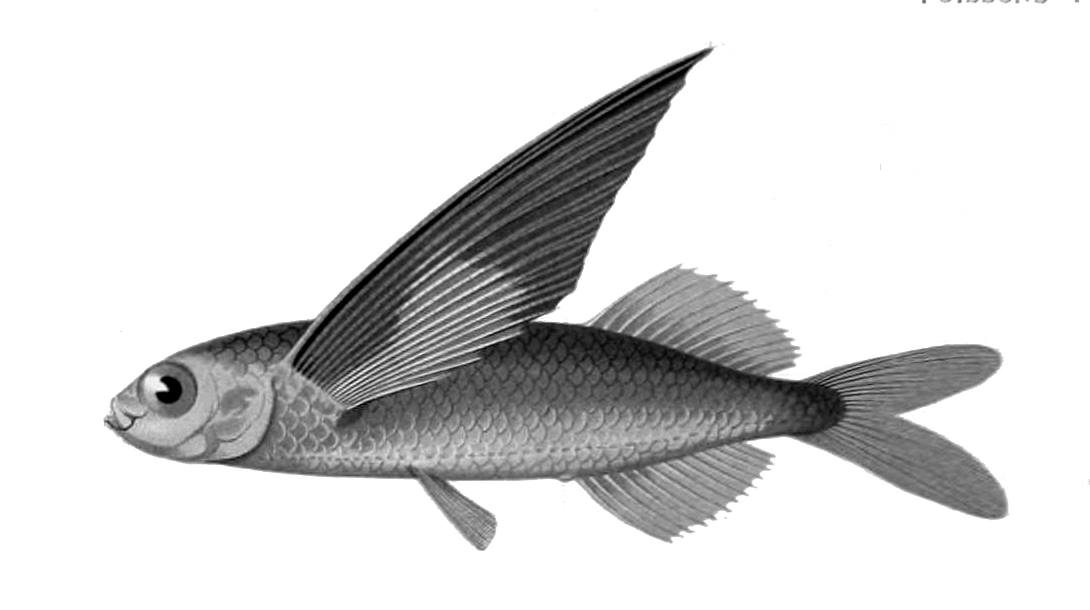
Exocoetus obtusirostris

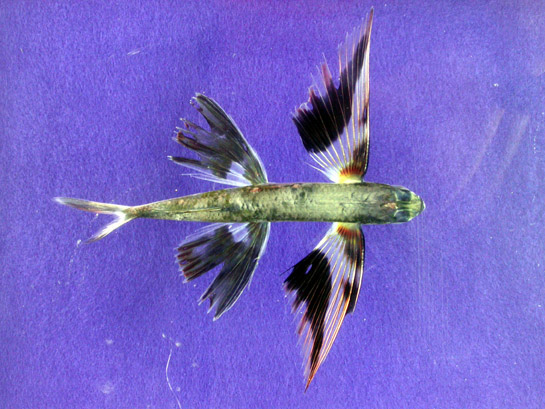
Cheilopogon exsiliens

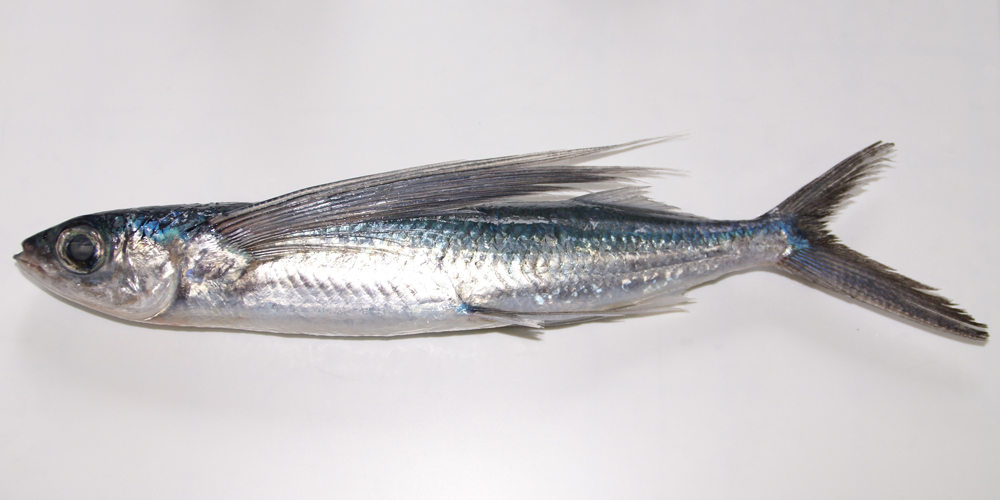
Cheilopogon pinnatibarbatus

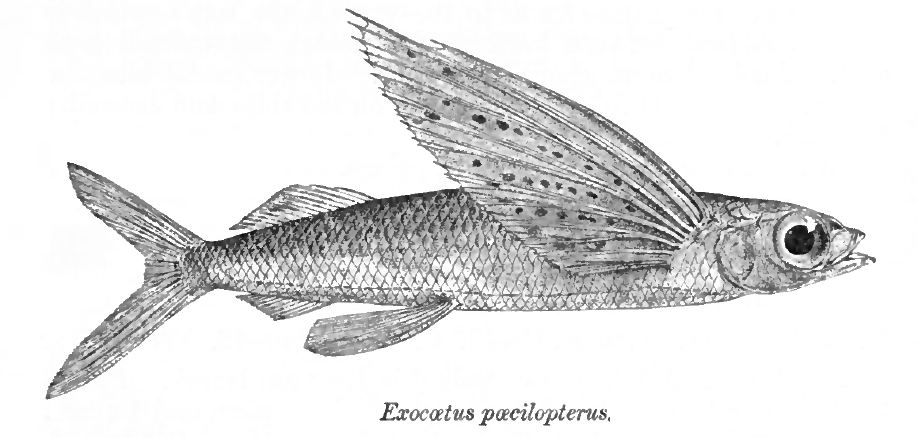
Cypselurus poecilopterus

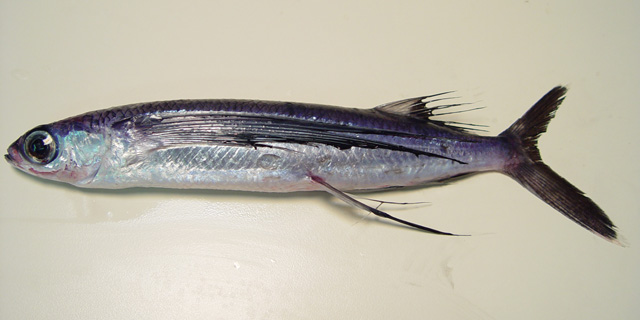
Hirundichthys rondeletii

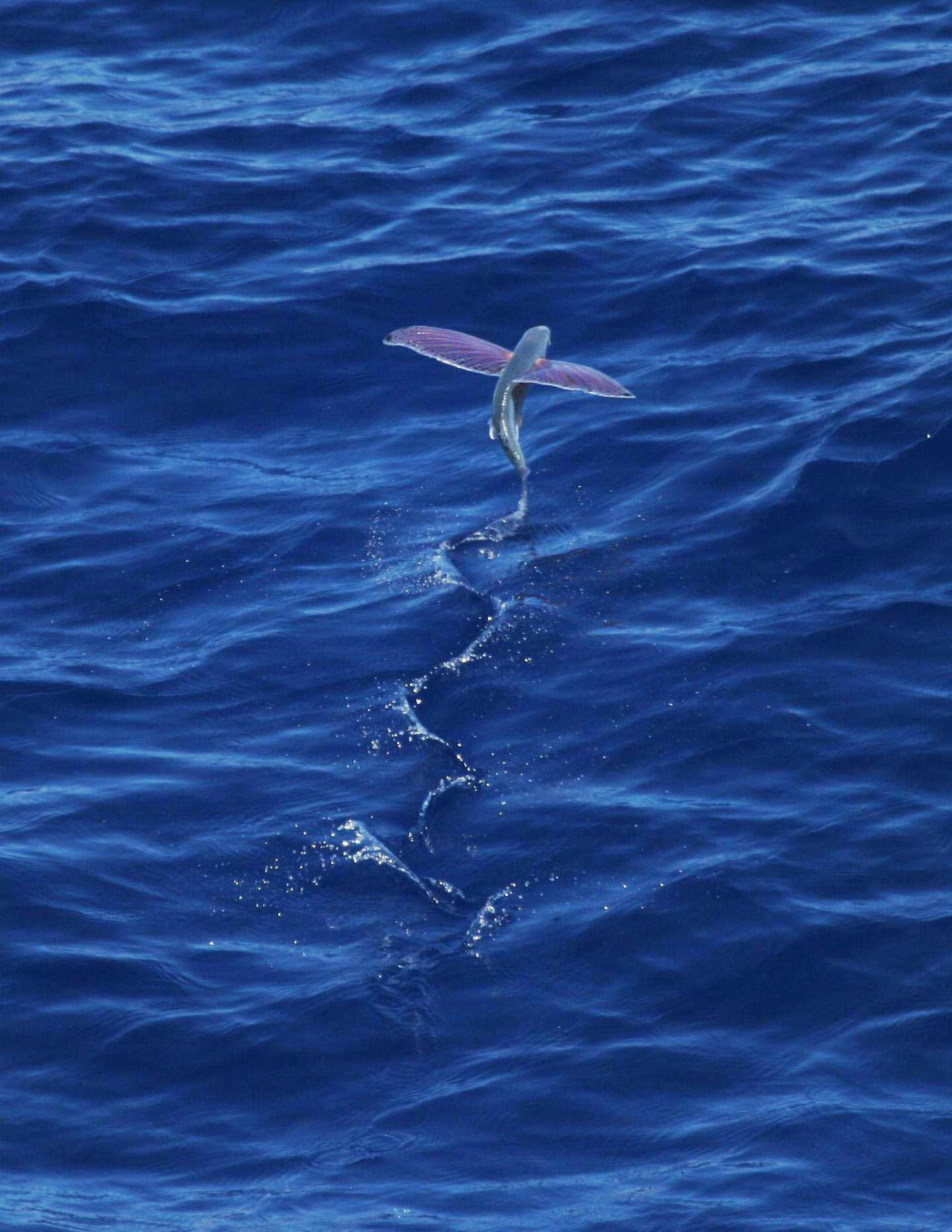
Unbestimmter fliegender Fisch kurz nach dem Abheben

- Unterfamilie Fodiatorinae, Eier mit sehr langen Haftfäden.
  - Gattung Fodiator Jordan & Meek, 1885
    - Fodiator acutus (Valenciennes, 1847)
    - Fodiator rostratus (Günther, 1866)
- Unterfamilie Parexocoetinae (hawaiisch mālolo),[5] Eier mit Haftfäden.
  - Gattung Parexocoetus Bleeker, 1866
    - Parexocoetus brachypterus (Richardson, 1846)
    - Parexocoetus hillianus (Gosse, 1851)
    - Parexocoetus mento (Valenciennes in Cuvier & Valenciennes, 1847)
- Unterfamilie Exocoetinae, Eier ohne Haftfäden.
  - Gattung Exocoetus Linnaeus, 1758
    - Exocoetus gibbosus Parin & Shakhovskoy, 2000
    - Exocoetus monocirrhus Richardson, 1846
    - Exocoetus obtusirostris Günther, 1866
    - Exocoetus peruvianus Parin & Shakhovskoy, 2000
    - Schwalbenfisch (Exocoetus volitans) Linnaeus, 1758
- Unterfamilie Cypselurinae; „vierflügelige“ Gattungen, Eier mit sehr langen Haftfäden.
  - Gattung Cheilopogon Lowe, 1841
    - Cheilopogon abei Parin, 1996
    - Cheilopogon agoo (Temminck & Schlegel, 1846)
    - Cheilopogon antoncichi (Woods & Schultz, 1953)
    - Cheilopogon arcticeps (Günther, 1866)
    - Cheilopogon atrisignis (Jenkins, 1903)
    - Cheilopogon cyanopterus (Valenciennes, 1847)
    - Cheilopogon doederleinii (Steindachner, 1887)
    - Cheilopogon dorsomacula (Fowler, 1944)
    - Cheilopogon exsiliens (Linnaeus, 1771)
    - Cheilopogon formosus Kotthaus, 1969
    - Cheilopogon furcatus (Mitchill, 1815)
    - Cheilopogon heterurus (Rafinesque, 1810)
    - Cheilopogon hubbsi (Parin, 1961)
    - Cheilopogon intermedius Parin, 1961
    - Cheilopogon katherinae Shakhovskoy & Parin, 2019
    - Cheilopogon katoptron (Bleeker, 1866)
    - Cheilopogon marisrubri Shakhovskoy& Parin, 2019
    - Cheilopogon melanurus (Valenciennes, 1847)
    - Cheilopogon milleri (Gibbs & Staiger, 1970)
    - Cheilopogon nigricans (Bennett, 1840)
    - Cheilopogon papilio (Clark, 1936)
    - Cheilopogon pinnatibarbatus (Bennett, 1831)
    - Cheilopogon pitcairnensis (Nichols & Breder, 1935)
    - Cheilopogon rapanouiensis Parin, 1961
    - Cheilopogon simus (Valenciennes, 1847)
    - Cheilopogon spilonotopterus (Bleeker, 1866)
    - Cheilopogon spilopterus (Valenciennes, 1847)
    - Cheilopogon suttoni (Whitley & Colefax, 1938)
    - Cheilopogon unicolor (Valenciennes, 1847)
    - Cheilopogon ventralis (Nichols & Breder, 1935)
    - Cheilopogon xenopterus (Gilbert, 1890)

  - Gattung Cypselurus Swainson, 1838
    - Cypselurus angusticeps Nichols & Breder, 1935
    - Cypselurus bosha Shakhovskoy & Parin, 2019
    - Cypselurus callopterus (Günther, 1866)
    - Cypselurus comatus (Mitchill, 1815)
    - Cypselurus hexazona (Bleeker, 1853)
    - Cypselurus hiraii Abe, 1953
    - Cypselurus naresii (Günther, 1889)
    - Cypselurus oligolepis (Bleeker, 1866)
    - Cypselurus olpar Shakhovskoy & Parin, 2019
    - Cypselurus opisthopus (Bleeker, 1866)
    - Cypselurus poecilopterus (Valenciennes, 1847)
    - Cypselurus starksi Abe, 1953

  - Gattung Hirundichthys Breder, 1928
    - Hirundichthys affinis (Günther, 1866)
    - Hirundichthys albimaculatus (Fowler, 1934)
    - Hirundichthys coromandelensis (Hornell, 1923)
    - Hirundichthys indicus Shakhovskoy & Parin, 2013
    - Hirundichthys marginatus (Nichols & Breder, 1928)
    - Hirundichthys oxycephalus (Bleeker, 1852)
    - Hirundichthys rondeletii (Valenciennes in Cuvier & Valenciennes, 1847)
    - Hirundichthys socotranus (Steindachner, 1902)
    - Hirundichthys speculiger (Valenciennes in Cuvier & Valenciennes, 1847)

  - Gattung Prognichthys Breder, 1928
    - Prognichthys brevipinnis (Valenciennes in Cuvier & Valenciennes, 1847)
    - Prognichthys gibbifrons (Valenciennes in Cuvier & Valenciennes, 1847)
    - Prognichthys glaphyrae Parin, 1999
    - Prognichthys occidentalis Parin, 1999
    - Prognichthys sealei Abe, 1955
    - Prognichthys tringa Breder, 1928

## Trivia
- Im Film Die Zukunft ist wild wird ein Szenario vorgestellt, in dem sich die Fliegenden Fische in 200 Millionen Jahren zu Luftbewohnern, den „Flischen“, entwickelt haben könnten.